# سوران (اربیل)
سوران (نام پیشین دیانا) شهری است در کردستان عراق واقع در استان اربیل. جمعیت سوران (دیانا) از ۲۷ هزار در سال ۱۹۹۱ یعنی سالی که شورش کردها در آن رخ داد به خاطر ورود پناهندگان همواره رو به افزایش داشته‌است. ۶۴ درصد جمعیت این شهر را پناهندگان کُرد بازگشته از ایران تشکیل می‌دهند. زبان‌های رایج در این شهر کردی با دو گویش سورانی و بادینی  است.
آبشار علی‌بیگ و چشمه بیخل از جای‌های دیدنی نزدیک سوران هستند.

## پیشینه
روستای دیانا مسیحی‌نشین و از قدیم در نزدیکی جاده پیرانشهر (در ایران) به اربیل (عراق) و در فاصله کمی در شمال شهر راوندوز قرار داشته‌است. مردم دیانا از آشوریان مسیحی هستند.
در دههٔ هفتاد میلادی رژیم بعث عراق در نزدیکی دیانا اردوگاهی برای اسکان رانده‌شدگان روستاهای کردنشین که توسط نیروهای صدام حسین جابه‌جا می‌شدند برپا کرد.
این اردوگاه صِدّیق نام داشت و پس از دوره صدام حسین نام سوران بر آن نهاده‌شد.
دیانا امروز محله‌ای مسیحی‌نشین در شهر سوران است.
بسیاری از این پناهندگان به خاطر ویرانی روستاهای اصلی خود یا به خاطر ادامه بمباران‌های ترکیه در روستاهای مرزی محل استقرار پ‌کاکا از رفتن به روستاهای پیشین‌شان خودداری می‌کنند.

## مناطق گردشگری
دره علی بگ (به کوردی: گەلی عەلی بەگ)
دره سکران (به کوردی:گەلی سەکران)
چشمه کانی ماران ( به معنی چشمه مارها)